# Cayenne (canción)
Cayenne –en español: «Pimentón»– es un tema instrumental de la banda británica The Beatles, compuesto por Paul McCartney, e incluido en el álbum Anthology 1, de 1995. Es uno de los temas más cortos de la banda, alcanzando una duración de tan sólo 1:14, aunque su duración original era de 2:30.

## Grabación y composición
El instrumental fue grabado en Liverpool, en casa de Paul McCartney en primavera o comienzos del verano de 1960. Cuando el grupo aún se conocía como The Quarrymen, utilizando un grabador de cinta abierta Grundig, que les prestaba un amigo llamado Charles Hodgson. De  acuerdo con Paul McCartney, la grabación del tema se llevó a cabo en el baño de la familia McCartney , en abril de dicho año.
La canción no está acreditada a Lennon-McCartney, sino a McCartney solo, lo que indica que en esta etapa Lennon y McCartney no habían llegado a un acuerdo sobre el crédito de la escritura conjunta que se utilizó para todas las canciones de su carrera de grabación profesional. La pista instrumental es una  jam session de estilo similar a The Shadows. Stuart Sutcliffe toca el bajo como lo que el crítico Richie Unterberger ha descrito como un "golpe sin arte". "Cayenne" es una composición de blues de 12 compases en la tonalidad de re menor.
"Cayenne" y dos otras grabaciones caseras de The Quarrymen, "Hallelujah I Love Her So" y "You'll Be Mine" se incluyeron en Anthology 1, una colección de rarezas de The Beatles y pistas alternas desde 1958 hasta 1964. Son las únicas  grabaciones oficialmente publicadas de The Beatles donde Stuart Sutcliffe tocó el bajo. Sutcliffe, amigo íntimo de John Lennon de la escuela de arte, se unió a la banda en 1960 como bajista y tocó con  ellos en Hamburgo entre 1960 y 1961 antes de retirarse para concentrarse en sus estudios de arte. Sutcliffe murió de una hemorragia cerebral  en 1962.

## Personal
- John Lennon: Guitarra rítmica
- Paul McCartney: Guitarra
- George Harrison: Guitarra
- Stuart Sutcliffe: Bajo

Personal por The Beatles Bible